# Ann Dowd
Ann Dowd (Holyoke, Massachusetts, Estats Units, 30 de gener de 1956), és una actriu estatunidenca.

## Biografia
Ann Dowd és principalment coneguda per haver interpretat el paper de Sandra al film Compliance (2012), així com per al seu paper de Patti Levin a la sèrie The Leftovers (2014) i el de Tia Lydia a The Handmaid's Tale (2017). Ha tingut igualment molts segons papers en diverses produccions de Hollywood.

## Filmografia

### Cinema
- 1990: Green Card: Peggy
- 1992: Lorenzo's Oil de George Miller: la pediatra
- 1993: Philadelphia: Jill Beckett
- 1994: Et podria passar a tu (It Could Happen to You: Carole
- 1995: Bushwhacked: Mrs. Patterson
- 1996: Shiloh: Louise Preston
- 1997: All Over Me: Anne
- 1998: Apt Pupil: Monica Bowden
- 1999: Shiloh Season
- 2004: Garden State: Olivia
- 2004: The Manchurian Candidate: Congresista Becket
- 2004: Misteriosa obsessió (The Forgotten) : Eileen
- 2005: The Notorious Bettie Page: Edna Page
- 2006: Saving Shiloh: Louise Preston
- 2006: Banderes dels nostres pares (Flags of Our Fathers): Mrs. Strank
- 2007: Alice Upside Down: Tia Sally
- 2007: Gardener of Eden: La meva Harris
- 2007: The Living Wake: la bibliotecària
- 2007: The Babysitters: Tammy Lyner
- 2008: Marley and me: Dr Platt
- 2009: Taking Chance: Gretchen
- 2011: The Art of Getting By: Mrs. Grimes
- 2012: Compliance: Sandra
- 2012: Bachelorette: Victoria
- 2013: Gimme Shelter: Kathy
- 2013: Side Effects: la mare de Martin
- 2014: St. Vincent: Shirley
- 2015: Our Brand Is Crisis de David Gordon Green: Nell
- 2016: Capità fantàstic de Matt Ross
- 2018: Tyrel de Sebastián Silva
- 2018: A Kid Like Jake de Silas Howard :
- 2018: Hereditary d'Ari Aster: Joan
- 2018: American Animals de Bart Layton: Betty Jean Gooch
- 2020: Cowboys d'Anna Kerrigan: Faith Erickson

### Televisió
- 1990: The Days and Nights of Molly Dodd: Courtney (1 episodi)
- 1994: The Cosby Mysteries (1 episodi)
- 1994: Nord and South: Maureen (3 episodis)
- 1995: Chicago Hope: Eleanor Robertson (1 episodi)
- 1995: Kingfish: A Story of Huey P. Long: Rosa Long (telefilm)
- 1997-1998: Nothing Sacred: Germana Maureen "Mo" Brody (20 episodis)
- 1999: Providence: Mary (1 episodi)
- 1999: The X-Files: Mrs. Reed (1 episodi: A tota velocitat)
- 2000: Nova York Police: Ann Collins (1 episodi)
- 2000: Freaks and Geeks: Cookie Kelly (2 episodis)
- 2000: Amy: Mrs. Schleewee (2 episodis)
- 2001: The Education of Max Bickford: Jean (1 episodi)
- 2001: Law and Order: Special Victims Unit: Louise Durning (1 episodi)
- 2002-2003: New York 911: Sergent Beth Markham (3 episodis)
- 2004: Dr House: la mare superiora (1 episodi)
- 2004: Law and Order: Criminal Intent: Laurie Manotti (1 episodi)
- 2011: Pan Am: Marjorie Lowrey (1 episodi)
- 2013: Masters of Sex: Estabrooks Masters
- 2014: The Leftovers: Patti Levin
- 2014: Big Driver (telefilm): Ramona Norville
- 2014: True Detective: Betty
- 2016: Quarry_: Naomi
- 2017: The Handmaid's Tale: Tia Lydia

## Premis i nominacions

### Premis
- Emmy Awards:
  - Millor actriu a un segon paper 2017 (The Handmaid's Tale)
- Nacional Board of Review Award:
  - Millor actriu a un segon paper 2012 (Compliance)
- Festival internacional del film de Santa Barbara:
  - Virtuoso Award 2013 (Compliance)
- St. Louis Film Critics Associació:
  - Millor actriu a un segon paper 2012 (Compliance)

### Nominacions
- Saturn Award:
  - Saturn Award de la millor actriu 2013 (Compliance)
- Boston Society of Film Critics Award:
  - Millor actriu a un segon paper 2012 (Compliance)
- Critics' Choice Movie Award:
  - Critics' Choice Movie Award de la millor actriu a un segon paper 2013 (Compliance)
- Vas Enrajolar-Fort Worth Film Critics Associació Awards:
  - Millor actriu a un segon paper 2012 (Compliance)
- Detroit Film Critics Society Award:
  - Millor actriu a un segon paper 2012 (Compliance)
- Independent Spirit Awards:
  - Millor actriu a un segon paper 2013 (Compliance)
- Online Film Critics Society Awards:
  - Millor actriu a un segon paper 2013 (Compliance)
- Toronto Film Critics Associació Award:
  - Millor actriu a un segon paper 2012 (Compliance)
- Poble Voice Film Poll:
  - Millor actriu a un segon paper 2012 (Compliance)
- Utah Film Critics Associació Awards:
  - Millor actriu a un segon paper 2012 (Compliance)